# Monsta X/Diskografie
Diese Diskografie ist eine Übersicht über die musikalischen Werke der südkoreanischen Boygroup Monsta X. Den Schallplattenauszeichnungen zufolge hat sie bisher mehr als 2,6 Millionen Tonträger verkauft. Davon 1.423.006 Alben in Südkorea (Stand 27. August 2019).

## Alben

### Studioalben
| Jahr             | Titel Musiklabel                                           | Höchstplatzierung, Gesamtwochen, AuszeichnungChartplatzierungen (Jahr, Titel, Musiklabel, Platzierungen, Wochen, Auszeichnungen, Anmerkungen) | Höchstplatzierung, Gesamtwochen, AuszeichnungChartplatzierungen (Jahr, Titel, Musiklabel, Platzierungen, Wochen, Auszeichnungen, Anmerkungen) | Höchstplatzierung, Gesamtwochen, AuszeichnungChartplatzierungen (Jahr, Titel, Musiklabel, Platzierungen, Wochen, Auszeichnungen, Anmerkungen) | Höchstplatzierung, Gesamtwochen, AuszeichnungChartplatzierungen (Jahr, Titel, Musiklabel, Platzierungen, Wochen, Auszeichnungen, Anmerkungen) | Höchstplatzierung, Gesamtwochen, AuszeichnungChartplatzierungen (Jahr, Titel, Musiklabel, Platzierungen, Wochen, Auszeichnungen, Anmerkungen) | Anmerkungen                                                |
| Jahr             | Titel Musiklabel                                           | KR | JP | DE | CH | US | Anmerkungen                                                |
| ---------------- | ---------------------------------------------------------- | --- | --- | --- | --- | --- | ---------------------------------------------------------- |
| 2017             | The Clan Pt. 2.5 Beautiful Starship Entertainment, Kakao M | KR2 (78 Wo.)KR | JP38 (2 Wo.)JP | — | — | — | Erstveröffentlichung: 21. März 2017                        |
| 2017             | Shine Forever a Starship Entertainment, Kakao M            | KR1 (52 Wo.)KR | — | — | — | — | Erstveröffentlichung: 19. Juni 2017                        |
| 2018             | Take.1: Are You There? Starship Entertainment, Kakao M     | KR1 Platin · (12 Wo.)KR | JP7 (2 Wo.)JP | — | — | — | Erstveröffentlichung: 22. Oktober 2018 Verkäufe: + 250.000 |
| 2019             | Take.2: We Are Here Starship Entertainment, Kakao M        | KR1 Platin · (23 Wo.)KR | JP9 (2 Wo.)JP | — | — | — | Erstveröffentlichung: 18. Februar 2019 Verkäufe: + 250.000 |
| 2020             | Fatal Love Starship Entertainment, Kakao M                 | KR1 Platin · (11 Wo.)KR | JP15 (3 Wo.)JP | — | — | — | Erstveröffentlichung: 2. November 2020 Verkäufe: + 250.000 |
| Japanische Alben |                                                            | | | | | |                                                            |
|                  |                                                            | | | | | |                                                            |
| 2018             | Piece Universal Music Japan                                | — | JP3 (6 Wo.)JP | — | — | — | Erstveröffentlichung: 24. April 2018                       |
| 2019             | Phenomenon Universal Music Japan                           | — | JP2 (4 Wo.)JP | — | — | — | Erstveröffentlichung: 21. August 2019                      |
| 2021             | Flavors of Love Universal Music Japan                      | — | JP2 (2 Wo.)JP | — | — | — | Erstveröffentlichung: 5. Mai 2021                          |
| Englische Alben  |                                                            | | | | | |                                                            |
|                  |                                                            | | | | | |                                                            |
| 2020             | All About Luv Epic                                         | — | JP18 (3 Wo.)JP | — | CH36 (4 Wo.)CH | US5 (2 Wo.)US | Erstveröffentlichung: 14. Februar 2020                     |
| 2021             | The Dreaming Epic                                          | — | — | DE63 (1 Wo.)DE | CH50 (… Wo.)CH | US21 (2 Wo.)US | Erstveröffentlichung: 10. Dezember 2021                    |

### EPs
| Jahr | Titel Musiklabel                                          | Höchstplatzierung, Gesamtwochen, AuszeichnungChartplatzierungen (Jahr, Titel, Musiklabel, Platzierungen, Wochen, Auszeichnungen, Anmerkungen) | Höchstplatzierung, Gesamtwochen, AuszeichnungChartplatzierungen (Jahr, Titel, Musiklabel, Platzierungen, Wochen, Auszeichnungen, Anmerkungen) | Anmerkungen                                                 |
| Jahr | Titel Musiklabel                                          | KR | JP | Anmerkungen                                                 |
| ---- | --------------------------------------------------------- | --- | --- | ----------------------------------------------------------- |
| 2015 | Trespass Starship Entertainment, Kakao M                  | KR5 (62 Wo.)KR | — | Erstveröffentlichung: 14. Mai 2015                          |
| 2015 | Rush Starship Entertainment, Kakao M                      | KR3 (92 Wo.)KR | — | Erstveröffentlichung: 7. September 2015                     |
| 2016 | The Clan Pt.1 Lost Starship Entertainment, Kakao M        | KR3 (48 Wo.)KR | JP37 (1 Wo.)JP | Erstveröffentlichung: 18. Mai 2016                          |
| 2016 | The Clan Pt.2 Guilty Starship Entertainment, Kakao M      | KR2 (28 Wo.)KR | — | Erstveröffentlichung: 4. Oktober 2016                       |
| 2017 | The Code Starship Entertainment, Kakao M                  | KR1 (28 Wo.)KR | JP16 (2 Wo.)JP | Erstveröffentlichung: 7. November 2017                      |
| 2018 | The Connect: Dejavu Starship Entertainment, Kakao M       | KR2 (38 Wo.)KR | JP23 (2 Wo.)JP | Erstveröffentlichung: 26. März 2018                         |
| 2019 | Follow: Find You Starship Entertainment, Kakao M          | KR1 Platin · (42 Wo.)KR | JP9 (2 Wo.)JP | Erstveröffentlichung: 28. Oktober 2019 Verkäufe: + 250.000  |
| 2020 | Fantasia X Starship Entertainment, Kakao M                | KR2 Platin · (16 Wo.)KR | JP17 (1 Wo.)JP | Erstveröffentlichung: 26. Mai 2020 Verkäufe: + 250.000      |
| 2021 | One of a Kind Starship Entertainment, Kakao Entertainment | KR3 Platin · (20 Wo.)KR | JP10 (2 Wo.)JP | Erstveröffentlichung: 1. Juni 2021 Verkäufe: + 250.000      |
| 2021 | No Limit Starship Entertainment, Kakao Entertainment      | KR1 Platin · (14 Wo.)KR | JP34 (2 Wo.)JP | Erstveröffentlichung: 19. November 2021 Verkäufe: + 250.000 |
| 2022 | Shape of Love Starship Entertainment                      | KR1 Platin · (5 Wo.)KR | — | Erstveröffentlichung: 26. April 2022 Verkäufe: + 250.000    |
| 2023 | Reason Starship Entertainment                             | KR1 Platin · (6 Wo.)KR | — | Erstveröffentlichung: 9. Januar 2023 Verkäufe: + 250.000    |

## Singles

### Als Leadmusiker
| Jahr | Titel Album                                              | Höchstplatzierung, Gesamtwochen, AuszeichnungChartplatzierungen (Jahr, Titel, Album, Platzierungen, Wochen, Auszeichnungen, Anmerkungen) | Höchstplatzierung, Gesamtwochen, AuszeichnungChartplatzierungen (Jahr, Titel, Album, Platzierungen, Wochen, Auszeichnungen, Anmerkungen) | Anmerkungen                                                  |
| Jahr | Titel Album                                              | KR | JP | Anmerkungen                                                  |
| --- | -------------------------------------------------------- | --- | --- | ------------------------------------------------------------ |
| Südkoreanische Singles |                                                          | | |                                                              |
| |                                                          | | |                                                              |
| 2015 | Trespass (무단침입) Trespass                             | KR148 (1 Wo.)KR | — | Erstveröffentlichung: 2015                                   |
| 2015 | Rush (신속히) Rush                                       | KR139 (1 Wo.)KR | — | Erstveröffentlichung: 2015                                   |
| 2015 | Hero Rush                                                | — | — | Erstveröffentlichung: 2015                                   |
| 2016 | Ex Girl The Clan Pt. 1 Lost                              | KR118 (2 Wo.)KR | — | Erstveröffentlichung: 2016 feat. Wheein of Mamamoo           |
| 2016 | All In (걸어) The Clan Pt. 1 Lost                        | KR159 (1 Wo.)KR | — | Erstveröffentlichung: 2016                                   |
| 2016 | Fighter The Clan Pt. 2 Guilty                            | — | — | Erstveröffentlichung: 2016                                   |
| 2017 | Beautiful (아름다워) The Clan Pt. 2.5: The Final Chapter | — | — | Erstveröffentlichung: 2017                                   |
| 2017 | Shine Forever                                            | — | — | Erstveröffentlichung: 2017                                   |
| 2017 | Dramarama The Code                                       | — | — | Erstveröffentlichung: 2017                                   |
| 2017 | Lonely Christmas –                                       | — | — | Erstveröffentlichung: 2017                                   |
| 2018 | Jealousy The Connect: Dejavu                             | — | — | Erstveröffentlichung: 2018                                   |
| 2018 | Shoot Out Take.1 Are You There?                          | — | — | Erstveröffentlichung: 2018                                   |
| 2019 | Alligator Take.2: We Are Here                            | KR133 (1 Wo.)KR | — | Erstveröffentlichung: 18. Februar 2019                       |
| 2019 | Find You Follow: Find You                                | — | — | Erstveröffentlichung: 2019                                   |
| 2019 | Follow Follow: Find You                                  | — | — | Erstveröffentlichung: 2019                                   |
| 2020 | Fantasia Fantasia X                                      | KR117 (1 Wo.)KR | — | Erstveröffentlichung: 25. Mai 2020                           |
| 2020 | Love Killa Fatal Love                                    | KR135 (1 Wo.)KR | — | Erstveröffentlichung: 2. November 2020                       |
| 2021 | Gambler One of a Kind                                    | KR118 (1 Wo.)KR | — | Erstveröffentlichung: 1. Juni 2021                           |
| 2021 | Rush Hour No Limit                                       | KR75 (3 Wo.)KR | — | Erstveröffentlichung: 19. November 2021                      |
| 2022 | Love Shape of Love                                       | KR67 (1 Wo.)KR | — | Erstveröffentlichung: 22. April 2022                         |
| 2023 | Beautiful Liar Reason                                    | KR15 (2 Wo.)KR | — | Erstveröffentlichung: 9. Januar 2023                         |
| Japanische Singles |                                                          | | |                                                              |
| |                                                          | | |                                                              |
| 2017 | Hero -Japanese ver.- Peace                               | — | JP2 (4 Wo.)JP | Erstveröffentlichung: 17. Mai 2017                           |
| 2017 | Beautiful Peace                                          | — | JP2 (2 Wo.)JP | Erstveröffentlichung: 23. August 2017                        |
| 2018 | Spotlight Peace                                          | — | JP2 Gold · (3 Wo.)JP | Erstveröffentlichung: 31. Januar 2018 Verkäufe: + 100.000    |
| 2018 | Livin’ It Up Phenomenon                                  | — | JP3 Gold · (4 Wo.)JP | Erstveröffentlichung: 12. September 2018 Verkäufe: + 100.000 |
| 2019 | Shoot Out Phenomenon                                     | — | JP2 Gold · (2 Wo.)JP | Erstveröffentlichung: 27. März 2019 Verkäufe: + 100.000      |
| 2019 | Alligator Phenomenon                                     | — | JP2 Gold · (3 Wo.)JP | Erstveröffentlichung: 12. Juni 2019 Verkäufe: + 100.000      |
| 2020 | Wish on the Same Sky –                                   | — | JP2 (18 Wo.)JP | Erstveröffentlichung: 15. April 2020                         |
| 2020 | Love Killa -Japanese ver.- –                             | — | JP8 (3 Wo.)JP | Erstveröffentlichung: 16. Dezember 2020                      |
| 2021 | Wanted –                                                 | — | JP2 (3 Wo.)JP | Erstveröffentlichung: 10. März 2021                          |
| Englische Singles |                                                          | | |                                                              |
| |                                                          | | |                                                              |
| 2019 | Who Do U Love? All About Luv                             | — | — | Erstveröffentlichung: 14. Juni 2019 feat. French Montana     |
| 2019 | Love U All About Luv                                     | — | — | Erstveröffentlichung: 2019                                   |
| 2019 | Someone’s Someone All About Luv                          | — | — | Erstveröffentlichung: 2019                                   |
| 2019 | Middle of the Night All About Luv                        | — | — | Erstveröffentlichung: 2019                                   |
| 2020 | You Can’t Hold My Heart All About Luv                    | — | — | Erstveröffentlichung: 14. Februar 2020                       |
| 2021 | One Day The Dreaming                                     | — | — | Erstveröffentlichung: 2021                                   |
| 2021 | You Problem The Dreaming                                 | — | — | Erstveröffentlichung: 2021                                   |
| Folgende Lieder erschienen nicht als Single, wurden aber durch das Album zum Download und Streaming bereitgestellt und konnten somit eine Platzierung erlangen: |                                                          | | |                                                              |
| |                                                          | | |                                                              |
| 2023 | Daydream Reason                                          | KR117 (1 Wo.)KR | — | Erstveröffentlichung: 2023                                   |
| 2023 | Crescendo (춤사위) Reason                                | KR124 (1 Wo.)KR | — | Erstveröffentlichung: 2023                                   |
| 2023 | Lone Ranger Reason                                       | KR122 (1 Wo.)KR | — | Erstveröffentlichung: 2023                                   |
| 2023 | Deny Reason                                              | KR126 (1 Wo.)KR | — | Erstveröffentlichung: 2023                                   |
| 2023 | It’s Okay (괜찮아) Reason                                | KR131 (1 Wo.)KR | — | Erstveröffentlichung: 2023                                   |

### Als Gastmusiker
| Jahr                   | Titel Album                         | Höchstplatzierung, Gesamtwochen, AuszeichnungChartplatzierungen (Jahr, Titel, Album, Platzierungen, Wochen, Auszeichnungen, Anmerkungen) | Höchstplatzierung, Gesamtwochen, AuszeichnungChartplatzierungen (Jahr, Titel, Album, Platzierungen, Wochen, Auszeichnungen, Anmerkungen) | Anmerkungen                                                                 |
| Jahr                   | Titel Album                         | KR | JP | Anmerkungen                                                                 |
| ---------------------- | ----------------------------------- | --- | --- | --------------------------------------------------------------------------- |
| Südkoreanische Singles |                                     | | |                                                                             |
|                        |                                     | | |                                                                             |
| 2015                   | Softly Starship Planet 2015         | KR24 (3 Wo.)KR | — | Erstveröffentlichung: 2015 mit anderen Künstlern von Starship Entertainment |
| 2016                   | Do Better –                         | — | — | Erstveröffentlichung: 2016 Monsta X und Cosmic Girls als Y Teen             |
| 2017                   | Christmas Day Starship Planet 2017  | KR63 (2 Wo.)KR | — | Erstveröffentlichung: 2017 mit anderen Künstlern von Starship Entertainment |
| 2018                   | Christmas Time Starship Planet 2018 | KR93 (1 Wo.)KR | — | Erstveröffentlichung: 2018 mit anderen Künstlern von Starship Entertainment |
| Englische Singles      |                                     | | |                                                                             |
|                        |                                     | | |                                                                             |
| 2019                   | Play It Cool Neon Future IV         | — | — | Erstveröffentlichung: 2019 mit Steve Aoki                                   |
| 2019                   | Magnetic –                          | — | — | Erstveröffentlichung: 2019 mit Sebastián Yatra                              |
| 2022                   | Late Night Feels –                  | — | — | Erstveröffentlichung: 2022 mit Sam Feldt                                    |

### Promo-Singles
- 2017: Newton
- 2021: Kiss or Death
- 2022: If with U

### Beiträge für Soundtracks
- 2015: Honestly (High-End Crush – TV-Serie)
- 2016: My Love (Goodnight, Teacher – TV-Serie)
- 2016: The Tiger Moth (Shopping King Louie – TV-Serie)
- 2017: Sun (Great Ocean – Handyspiel; mit Cosmic Girls)
- 2019: Breathe For You (Monsta X’s Puppy Day – Webserie)
- 2020: Here We Are (Monsta X’s TWOTUCKBEBE Day – Webserie)
- 2020: Reckless (무모하고 대책없지만) (Monsta X’s Newtroland – Webserie)
- 2020: How We Do (SpongeBob Schwammkopf: Eine schwammtastische Rettung; mit Snoop Dogg)
- 2021: Kiss or Death (Universe – Internet-Plattform)

## Videoalben
| Jahr                      | Titel                                                 | Höchstplatzierung, Gesamtwochen, AuszeichnungChartsChartplatzierungen (Jahr, Titel, Platzierungen, Wochen, Auszeichnungen, Anmerkungen) | Anmerkungen                              |
| Jahr                      | Titel                                                 | JP | Anmerkungen                              |
| ------------------------- | ----------------------------------------------------- | --- | ---------------------------------------- |
| Südkoreanische Videoalben |                                                       | |                                          |
|                           |                                                       | |                                          |
| 2017                      | Monsta X 1st DVD – Montories                          | — | Erstveröffentlichung: 17. Mai 2017       |
| 2019                      | 2018 Monsta X World Tour "The Connect" in Seoul       | — | Erstveröffentlichung: 22. Januar 2019    |
| 2019                      | 2019 Monsta X World Tour "We Are Here" in Seoul       | — | Erstveröffentlichung: 4. Oktober 2019    |
| 2021                      | Monsta X 2021 Fan-Concert "MX University"             | — | Erstveröffentlichung: 28. Juli 2021      |
| 2022                      | Monsta X 2022 Fan-Concert "MX Agent"                  | — | Erstveröffentlichung: 30. September 2022 |
| Japanische Videoalben     |                                                       | |                                          |
|                           |                                                       | |                                          |
| 2018                      | Monsta X Japan First Live Tour 2018 "Piece"           | JP9 (4 Wo.)JP | Erstveröffentlichung: 3. Oktober 2018    |
| 2019                      | Monsta X 2019 Japan Fan-Concert "Picnic"              | JP12 (2 Wo.)JP | Erstveröffentlichung: 20. November 2019  |
| 2022                      | Monsta X: The Dreaming – Japan Standard Edition - DVD | — | Erstveröffentlichung: 23. Dezember 2022  |

## Musikvideos
| Jahr | Titel          | Regisseur(e)                              |
| ---- | -------------- | ----------------------------------------- |
| 2015 | Trespass       | Joo Hee-sun (Iceland)                     |
| 2015 | Rush           | Joo Hee-sun (Iceland)                     |
| 2015 | Hero           | Vishop (Vikings League)                   |
| 2016 | All In         | Dee Shin                                  |
| 2016 | Stuck          | Vishop (Vikings League)                   |
| 2016 | Do Better      | Han Sa-min (Dextor Lab)                   |
| 2016 | Fighter        | Dee Shin                                  |
| 2017 | Beautiful      | Jo Beom-jin (VM Project Architecture)     |
| 2017 | Shine Forever  | Jo Beom-jin (VM Project Architecture)     |
| 2017 | Newton         | Yoo Sung-kyun (Sunny Visual)              |
| 2017 | Dramarama      | Vishop (Vikings League)                   |
| 2018 | Jealousy       | Han Sa-min (Dextor Lab)                   |
| 2018 | Shoot Out      | Vishop (Vikings League)                   |
| 2019 | Alligator      | Vishop (Vikings League)                   |
| 2019 | Find You       | Vishop (Vikings League)                   |
| 2019 | Follow         | Vishop (Vikings League) / Highqualityfish |
| 2020 | Fantasia       | Highqualityfish                           |
| 2020 | Love Killa     | Highqualityfish                           |
| 2021 | Gambler        | Highqualityfish                           |
| 2021 | Kiss or Death  | Highqualityfish                           |
| 2021 | Rush Hour      | Jo Beom-jin (VM Project Architecture)     |
| 2022 | Love           | Seo Dong-hyeok (Flipevil)                 |
| 2022 | If with U      | Highqualityfish                           |
| 2023 | Beautiful Liar | Highqualityfish                           |

| Jahr | Titel                | Regisseur(e)                    |
| ---- | -------------------- | ------------------------------- |
| 2017 | Hero                 | Vishop (Vikings League)         |
| 2017 | Beautiful            | Vishop (Vikings League)         |
| 2018 | Spotlight            | Vishop (Vikings League)         |
| 2018 | Puzzle               | Maxilla                         |
| 2018 | Livin’ It Up         | Vishop (Vikings League)         |
| 2019 | Shoot Out            | Vishop (Vikings League)         |
| 2019 | Alligator            | Vishop (Vikings League)         |
| 2019 | X-Phenomenon         | Vishop (Vikings League)         |
| 2020 | Wish on the Same Sky | Y Choi / Jimmy (VIA Production) |
| 2020 | Love Killa           | Highqualityfish                 |
| 2021 | Wanted               | Jimmy (VIA Production)          |
| 2021 | Flavors of Love      | Jimmy (VIA Production)          |
| 2021 | Fantasia             | Highqualityfish                 |

| Jahr | Titel                   | Regisseur(e)                 |
| ---- | ----------------------- | ---------------------------- |
| 2019 | Play It Cool            | Highqualityfish              |
| 2019 | Who Do U Love?          | Vishop (Vikings League)      |
| 2019 | Someone’s Someone       | Nicholas Lam (Hound Content) |
| 2019 | Middle of the Night     | Highqualityfish              |
| 2020 | You Can’t Hold My Heart | Romain Laurent (Little Minx) |
| 2021 | One Day                 | Kim Min-woo (Tankboyandidle) |
| 2021 | You Problem             | Jimmy (VIA Production)       |
| 2022 | Late Night Feels        | Ryan Turner                  |

## Statistik

### Chartauswertung
|                     | KR     | JP     | DE    | CH    | US    |
| ------------------- | ------ | ------ | ----- | ----- | ----- |
| Nummer-eins-Alben   | KR9KR  | JP—JP  | DE—DE | CH—CH | US—US |
| Top-10-Alben        | KR17KR | JP7JP  | DE—DE | CH—CH | US1US |
| Alben in den Charts | KR17KR | JP14JP | DE1DE | CH2CH | US2US |

|                       | KR     | JP    |
| --------------------- | ------ | ----- |
| Nummer-eins-Singles   | KR—KR  | JP—JP |
| Top-10-Singles        | KR—KR  | JP9JP |
| Singles in den Charts | KR19KR | JP9JP |

|                          | JP    |
| ------------------------ | ----- |
| Nummer-eins-Videoalben   | JP—JP |
| Top-10-Videoalben        | JP1JP |
| Videoalben in den Charts | JP2JP |

### Auszeichnungen für Musikverkäufe
Anmerkung: Auszeichnungen in Ländern aus den Charttabellen bzw. Chartboxen sind in ebendiesen zu finden.
| Land/RegionAuszeichnungen für Musikverkäufe (Land/Region, Auszeichnungen, Verkäufe, Quellen) | Gold     | Platin     | Verkäufe  | Quellen        |
| -------------------------------------------------------------------------------------------- | -------- | ---------- | --------- | -------------- |
| Japan (RIAJ)                                                                                 | 4× Gold4 | —          | 400.000   | riaj.or.jp b   |
| Südkorea (KMCA)                                                                              | —        | 9× Platin9 | 2.250.000 | circlechart.kr |
| Insgesamt                                                                                    | 4× Gold4 | 9× Platin9 |           |                |